# Заря (Кировоградская область)
Заря (укр. Зоря) — село в Первозвановской сельской общине Кропивницкого района Кировоградской области Украины
Население по переписи 2001 года составляло 210 человек. Почтовый индекс — 27652. Телефонный код — 522. Код КОАТУУ — 3522586604.